# Sixième district congressionnel de l'Oregon
Le 6e district congressionnel de l'Oregon est un district créé après le recensement des États-Unis de 2020. Il comprend les comtés de Polk et Yamhill, en plus de parties des comtés de Marion, Clackamas et Washington. Il englobe toute la zone urbaine de Salem, la capitale de l'État, ainsi que la banlieue sud-ouest de Portland.
Le district a élu un Représentant à la Chambre des représentants des États-Unis à partir des élections de 2022. Il y avait à l'origine seize candidats inscrits dans la course, plus que pour tout autre siège de l'État en 2022,.

## Histoire
Le 27 septembre 2021, l'Oregon a adopté un plan de redécoupage qui sera utilisé à partir des élections de 2022. Ce plan a créé un nouveau 6e district congressionnel à partir de parties des anciens 1er et 5e districts. Le district avait une note CPVI de D+4 en octobre 2021.

## Historique de vote
| Année | Poste     | Résultats             |
| ----- | --------- | --------------------- |
| 2020  | Président | Biden 55,0 % - 42,0 % |

## Liste des Représentants du district
| Membre                             | Parti     | Années                   | Congrès | Histoire électorale | Zone géographique                                                                   |
| ---------------------------------- | --------- | ------------------------ | ------- | ------------------- | ----------------------------------------------------------------------------------- |
| District établit le 3 janvier 2023 |           |                          |         |                     |                                                                                     |
| Andrea Salinas                     | Démocrate | 3 janvier 2023 - Présent | 118e    | Élue en 2022        | 2023–Présent Comtés de Polk et Yamhill ; parties de Clackamas, Marion et Washington |

## Résultats des récentes élections
Voici les résultats des dix précédent cycles électoraux dans le district.

### 2022
| Primaire Démocrate de 2022 du 6e district congressionnel de l'Oregon | Primaire Démocrate de 2022 du 6e district congressionnel de l'Oregon | Primaire Démocrate de 2022 du 6e district congressionnel de l'Oregon | Primaire Démocrate de 2022 du 6e district congressionnel de l'Oregon | Primaire Démocrate de 2022 du 6e district congressionnel de l'Oregon |
| -------------------------------------------------------------------- | -------------------------------------------------------------------- | -------------------------------------------------------------------- | -------------------------------------------------------------------- | -------------------------------------------------------------------- |
| Parti                                                                | Parti                                                                | Candidat                                                             | Votes                                                                | %                                                                    |
|                                                                      | Démocrate                                                            | Andrea Salinas                                                       | 26 101                                                               | 37,0                                                                 |
|                                                                      | Démocrate                                                            | Carrick Flynn                                                        | 13 052                                                               | 18,5                                                                 |
|                                                                      | Démocrate                                                            | Steven Cody Reynolds                                                 | 7951                                                                 | 11,3                                                                 |
|                                                                      | Démocrate                                                            | Loretta Smith                                                        | 7064                                                                 | 10,0                                                                 |
|                                                                      | Démocrate                                                            | Matt West                                                            | 5658                                                                 | 8,0                                                                  |
|                                                                      | Démocrate                                                            | Kathleen Harder                                                      | 5510                                                                 | 7,8                                                                  |
|                                                                      | Démocrate                                                            | Teresa Alonso Leon                                                   | 4626                                                                 | 6,6                                                                  |
|                                                                      | Démocrate                                                            | Ricky Barajas                                                        | 292                                                                  | 0,4                                                                  |
|                                                                      | Démocrate                                                            | Greg Goodwin                                                         | 217                                                                  | 0,3                                                                  |

| Primaire Républicaine de 2022 du 6e district congressionnel de l'Oregon | Primaire Républicaine de 2022 du 6e district congressionnel de l'Oregon | Primaire Républicaine de 2022 du 6e district congressionnel de l'Oregon | Primaire Républicaine de 2022 du 6e district congressionnel de l'Oregon | Primaire Républicaine de 2022 du 6e district congressionnel de l'Oregon |
| ----------------------------------------------------------------------- | ----------------------------------------------------------------------- | ----------------------------------------------------------------------- | ----------------------------------------------------------------------- | ----------------------------------------------------------------------- |
| Parti                                                                   | Parti                                                                   | Candidat                                                                | Votes                                                                   | %                                                                       |
|                                                                         | Républicain                                                             | Mike Erickson                                                           | 21 675                                                                  | 34,9                                                                    |
|                                                                         | Républicain                                                             | Ron Noble                                                               | 10 980                                                                  | 17,7                                                                    |
|                                                                         | Républicain                                                             | Amy Ryan Courser                                                        | 10 176                                                                  | 16,4                                                                    |
|                                                                         | Républicain                                                             | Angela Plowhead                                                         | 8271                                                                    | 13,3                                                                    |
|                                                                         | Républicain                                                             | Jim Bunn                                                                | 6340                                                                    | 10,2                                                                    |
|                                                                         | Républicain                                                             | David Russ                                                              | 2398                                                                    | 3,9                                                                     |
|                                                                         | Républicain                                                             | Nate Sandvig                                                            | 2222                                                                    | 3,6                                                                     |

| Élection de 2022 du 6e district congressionnel de l'Oregon | Élection de 2022 du 6e district congressionnel de l'Oregon | Élection de 2022 du 6e district congressionnel de l'Oregon | Élection de 2022 du 6e district congressionnel de l'Oregon | Élection de 2022 du 6e district congressionnel de l'Oregon |
| ---------------------------------------------------------- | ---------------------------------------------------------- | ---------------------------------------------------------- | ---------------------------------------------------------- | ---------------------------------------------------------- |
| Parti                                                      | Parti                                                      | Candidat                                                   | Votes                                                      | %                                                          |
|                                                            | Démocrate                                                  | Andrea Salinas (sortante)                                  | 147 156                                                    | 50,1                                                       |
|                                                            | Républicain                                                | Mike Erickson                                              | 139 946                                                    | 47,7                                                       |
|                                                            | Constitution                                               | Larry McFarland                                            | 6073                                                       | 2,1                                                        |
|                                                            | Write-In                                                   | Write-In                                                   | 513                                                        | 0,2                                                        |
| Total des votes                                            | Total des votes                                            | Total des votes                                            | 293 688                                                    | 100%                                                       |
|                                                            | Les Démocrates remportent (nouveau siège)                  |                                                            |                                                            |                                                            |

### 2024
| Primaire Démocrate de 2024 du 6e district congressionnel de l'Oregon | Primaire Démocrate de 2024 du 6e district congressionnel de l'Oregon | Primaire Démocrate de 2024 du 6e district congressionnel de l'Oregon | Primaire Démocrate de 2024 du 6e district congressionnel de l'Oregon | Primaire Démocrate de 2024 du 6e district congressionnel de l'Oregon |
| -------------------------------------------------------------------- | -------------------------------------------------------------------- | -------------------------------------------------------------------- | -------------------------------------------------------------------- | -------------------------------------------------------------------- |
| Parti                                                                | Parti                                                                | Candidat                                                             | Votes                                                                | %                                                                    |
|                                                                      | Démocrate                                                            | Andrea Salinas (sortante)                                            | 52 509                                                               | 87,1                                                                 |
|                                                                      | Démocrate                                                            | Cody Reynolds                                                        | 7463                                                                 | 12,4                                                                 |

| Primaire Républicaine de 2024 du 6e district congressionnel de l'Oregon | Primaire Républicaine de 2024 du 6e district congressionnel de l'Oregon | Primaire Républicaine de 2024 du 6e district congressionnel de l'Oregon | Primaire Républicaine de 2024 du 6e district congressionnel de l'Oregon | Primaire Républicaine de 2024 du 6e district congressionnel de l'Oregon |
| ----------------------------------------------------------------------- | ----------------------------------------------------------------------- | ----------------------------------------------------------------------- | ----------------------------------------------------------------------- | ----------------------------------------------------------------------- |
| Parti                                                                   | Parti                                                                   | Candidat                                                                | Votes                                                                   | %                                                                       |
|                                                                         | Républicain                                                             | Mike Erickson                                                           | 37 497                                                                  | 73,7                                                                    |
|                                                                         | Républicain                                                             | David Russ                                                              | 10 908                                                                  | 21,4                                                                    |
|                                                                         | Républicain                                                             | David Burch                                                             | 1447                                                                    | 2,8                                                                     |
|                                                                         | Républicain                                                             | Conrad Herold                                                           | 628                                                                     | 1,2                                                                     |

| Élection de 2024 du 6e district congressionnel de l'Oregon | Élection de 2024 du 6e district congressionnel de l'Oregon | Élection de 2024 du 6e district congressionnel de l'Oregon | Élection de 2024 du 6e district congressionnel de l'Oregon | Élection de 2024 du 6e district congressionnel de l'Oregon |
| ---------------------------------------------------------- | ---------------------------------------------------------- | ---------------------------------------------------------- | ---------------------------------------------------------- | ---------------------------------------------------------- |
| Parti                                                      | Parti                                                      | Candidat                                                   | Votes                                                      | %                                                          |
|                                                            | Démocrate                                                  | Andrea Salinas (sortante)                                  | TBD                                                        | TBD                                                        |
|                                                            | Républicain                                                | Mike Erickson                                              | TBD                                                        | TBD                                                        |
|                                                            | Write-In                                                   | Write-In                                                   | TBD                                                        | TBD                                                        |
| Total des votes                                            | Total des votes                                            | Total des votes                                            | TBD                                                        | 100%                                                       |
|                                                            |                                                            |                                                            |                                                            |                                                            |